# Макуильямы
Макуильямы (англ. MacWilliams, среднеирл. Meic Uilleim) — шотландский род, ветвь королевской Данкельдской династии, потомки шотландского короля Дункана II. Представители этого рода претендовали на шотландский престол, соперничая с потомками короля Давида I. Хронист Уильям Мальмсберийский и ряд поздних шотландских хронистов утверждали, что король Дункан II был незаконнорождённым и поэтому его потомки не имели прав на шотландский трон, однако современные историки считают подобные заявления необоснованными.
Своё название династия получила от Уильяма Фиц-Дункана, сына Дункана II. Хотя сам Уильям был верным сторонником короля Давида I и никогда не претендовал на шотландский престол, один из его сыновей, Дональд Мак-Уильям, в 1179 году возглавил масштабное восстание против короля Вильгельма I Льва. Он погиб в 1187 году, но позже некоторые другие представители рода восставали против шотландских королей. Последнее восстание относится к 1229 году. В 1230 году последняя известная представительница рода, малолетняя дочь Гиллеспи Макуильяма, была публично казнена в Форфаре, когда её голову разбили о рыночный крест.

## История
Макуильямы были потомками шотландского короля Дункана II, одного из двух сыновей короля Малькольма III. Английский хронист Уильям Мальмсберийский в своей хронике, написанной в 1120-е годы, утверждал, что Дункан был незаконнорождённым; это же утверждение встречается и в работах более поздних шотландских хронистов. Однако, как указывает историк У. Скотт, эти сведения не обоснованы и, вероятно, появились в Шотландии из-за угрозы, которую представляли Макуильямы для правящей королевской династии.
Дункан от брака с Этельдредой, дочерью бежавшего в 1072 году в Шотландию Госпатрика, графа Нортумбрии, оставил сына Уильяма Фиц-Дункана. Он был верным сторонником короля Давида I, получив в 1130-е годы конфискованные владения мормэра Морея Энгуса, внука короля Лулаха. В английском источнике XIII века Уильям назван с титулом «граф Морей», однако он никогда не назывался с ним в шотландских источниках. Происхождение претензий на Уильяма на Морей неизвестно. Высказывались предположения, что первая жена Уильяма могла быть как-то связана родством с бывшим мормэром. Вторым браком Уильям женился на Элис де Рюмили, дочери Уильяма ле Мешена, феодального барона Скиптона и Коупленда. После смерти её брата он стал претендовать на её наследство. В 1151 году король Давид силой утвердил Уильяма в качестве барона Скиптона и Коупленда. Кроме того, через мать он унаследовал в Англии ещё и Аллердейл к югу от Деруэнта.
Уильям умер не позже 1154 года, после чего Морей отошёл к короне. Сын от второго брака Уильям, известный под прозвищем «мальчик из Эгремонта», унаследовал Скиптон и Коупленд, но никогда не претендовал на шотландский престол. Он умер в 1163 году, после чего его английские владения были разделены между тремя сёстрами. Кроме того, известны ещё двое сыновей: Госпатрик и Дональд Мак-Уильям. Долгое время считалось, что Дональд Мак-Уильям был незаконнорождённым. Однако современные историки признают, что он был законным сыном Уильяма Мак-Дункана, но при этом родился от гипотетического первого брака отца. Поскольку Дональд пользовался неизменной поддержкой в Морее, высказывались предположения, что его мать могла быть дочерью мормэра Энгуса.
После смерти отца они до 1170-х годов не выдвигали каких-то претензий на трон или графство Морей. После смерти в 1164 году короля Островов Сомерледа его владения были разделены между сыновьями, что привело к нестабильности на побережье. Король Шотландии Вильгельм I Лев во второй половине 1160-х годов стремился усилить свою власть в Морее, а после смерти в 1178 году графа Росса Малькольма Макбета не стал назначать его преемника, что вызвало недовольство местной знати. Чтобы укрепить Инвернесс, в 1179 году король отправил в Росс армию, во главе которой поставил своего брата Давида. Позже, когда король с братом были во Франции, Дональд Макуильям, возможно, при поддержки правителей Оркнейских островов, с которыми он находился в родстве, начал полномасштабное восстание в Морее и Россе. Историки полагают, что лидер восставших некоторое значительное время контролировал оба графства; король, которому одновременно пришлось наводить порядок в Галлоуэе. В 1186 году в аббатстве Купар Ангус был убит некий Адам, сын Дональда, однако неизвестно, был ли он сыном Дональда Мак-Уильяма. 31 июля 1187 года королевская армия смогла разбить Макуильяма около «Мам Гарвия»; сам он был убит вместе с 500 своими людьми, а его голова была отправлена к королю.
До 1210-х годов Макуильямы не принимали участие в восстаниях против короля. В январе 1211 года Годфри Мак-Домнал, сын Дональда Мак-Уильяма, прибыл в Росс с ирландскими войсками, подняв там восстание. Королевская армия в том же году отправилась в поход на него, но ничего не добилась. В следующем году король послал на север армию наёмников, набранных в Брабанте, но неизвестно, насколько они были эффективны. Однако в этом же году Годфри смогли захватить в плен и доставили к сыну Вильгельма, будущему королю Александру II, по приказу которого его обезглавили.
В 1215 году в Морей или Росс вторглась армия под командованием другого представителя рода Макуильямов — Дональда. В источниках не упоминается его точное родство с Годфри. Однако здесь королевского вмешательства не понадобилось: в марте или июле повстанцы были разбиты местным лордом Ферхаром Мак—Таггартом, который 15 июня доставил королю головы предводителей. Позже король сделал Ферхара графом Росса.
Последнее восстание Макуильямов относится к 1220-м годам. Его не позже сентября 1229 года поднял некий Гиллеспи Макуильям с двумя сыновьями. Его точное происхождение в источниках не указывается. Они сожгли деревянный замок в Морее и часть Инвернесса, а также разграбили некоторые королевские земли. Подавление восстания король в 1229 году поручил Уолтеру Комину, графу Бьюкену. В итоге Гиллеспи вместе с сыновьями были убиты, а их головы доставлены к королю. В 1230 году последняя известная представительница рода, малолетняя дочь Гиллеспи, была публично казнена в Форфаре на рыночной площади. «Хроника Ланеркоста» сообщает, что её голову разбили о рыночный крест.

## Генеалогия
- Малькольм III (1031 — 13 ноября 1093), король Шотландии с 1058 года. 1-я жена: Ингеборга Финнсдоттир, дочь Фина Арнессона, вдова Торфина Чёрного, ярла Оркнейских островов; 2-я жена: Маргарита Английская (около 1045 — 16 ноября 1093), дочь англосаксонского принца Эдуарда Этелинга[4].
  - (от 1-го брака) Дункан II (1060/1065 — 12 ноября 1094), король Шотландии с 1094 года; жена: Этельдреда, дочь Госпатрика, графа Нортумбрии[4][3].
    -  Уильям Фиц-Дункан (умер в 1051/1054), граф Морей с 1030-х годов, феодальный барон Скиптона и Коупленда с 1151 года; 1-я жена: неизвестная[К 4]; 2-я жена: Элис де Рюмильи, леди Скиптона, дочь Уильяма ле Мешена, феодального барона Скиптона и Коупленда, и Сюзанны де Рюмильи[4][3].
    - (от 1-го брака) Госпатрик[4].
    - (от 1-го брака) Дональд Мак-Уильям (убит 31 июля 1187)[К 5][1][4][5].
      - Годфри Мак-Домнал (казнён в 1211)[4][5].
      - Дональд Макуильям (убит 15 июня 1215)[4][5].
      - дочь; муж: N Макьюэн[4][5].
        - Гиллеспи Макьюэн (Макуильям) (убит в 1229). Имел двух сыновей, погибших вместе с отцом, и дочь, убитую в 1229/30 году[4].

      -  Госпатрик Макуильям (умер до 1208), барон Эйртона в Йоркшире[4][5].

    - (от 2-го брака) Уильям «мальчик из Эгремонта» (умер в 1163)[4][3][5].
    - (от 2-го брака) Сисилия (умерла до 1190), леди Скиптона; муж: Уильям (Гильом) Великий (умер 20 августа 1179), граф Омальский и феодальный барон Холдернесса с 1127 года[4][5].
    - (от 2-го брака) Амабель (умерла до 1201), леди Эгремонта; муж: до 1162 Рейнольд де Люси (умер 1199/1200), хранитель Ноттингемского замка в 1174 году[4][5].
    - (от 2-го брака)  Элис (умерла в 1212/1215), леди Аллердейла и Кокермута; 1-й муж: Жильбер Пиппард (умер в 1191/1192), шериф Глостера и Херефорда; 2-й муж: до 8 декабря 1195 Роберт де Куртене (ум. 1206/1209), 2-й барон Саттон из Беркшира, шериф Камберленда[4][5].

  - (от 1-го брака) Дональд (1060/1065 — 1085)[4].
  - (от 2-го брака) Эдвард (умер 16 ноября 1093)[4].
  - (от 2-го брака) Эдмунд (умер после 1097), король Шотландии в 1094—1097 годах[4].
  - (от 2-го брака) Эдгар (около 1074 — 6 января 1107), король Шотландии с 1097 года[4].
  - (от 2-го брака) Александр I (около 1077/1078 — 23/27 апреля 1124), король Шотландии с 1107 года; жена: Сибилла (умерла 12/13 июля 1122), незаконнорождённая дочь короля Англии Генриха I[4].
  - (от 2-го брака) Этельред (умер до 1107)[4].
  - (от 2-го брака) Эдит (Матильда) (1079 — 1 мая 1118); муж: с 11 ноября 1100 Генрих I Боклерк (сентябрь 1068 — 1 декабря 1135), король Англии с 1100 года[4].
  - (от 2-го брака) Давид I (около 1080 — 24 мая 1153), король Шотландии с 1124 года[4].
    - короли Шотландии

  - (от 2-го брака)  Мария (умерла 31 мая 1116 или 18 апреля 1118); муж: с 1102 Евстахий (Эсташ) III (умер в 1125), граф Булони с 1088 года[4].